# قائمة شخصيات ستيفن البطل

ملصق الإصدار الرسمي من قبل المؤلفة ريبيكا شوغر; من اليسار إلى اليمين: بيرل وأميثيست وغارنت وستيفن (المركز)

ستيفن البطل هو مسلسل رسوم متحركة أمريكي من تأليف ريبيكا شوغر. من إنتاج كرتون نتورك ستوديوز، وهو أول عرض من قبل الاستوديو أنشؤ من قبل امرأة.

## شخصيات رئيسية

### ستيفن يونيفرس
(صوت زاك كاليسون، سيلينا شويري في النسخة العربية)
ستيفن يونيفرس هو ابن روز كوارتز؛ قائدة الثورة ضد الماسات ونظام حكمهم الطاغي، ستيفن هو نصف بشري ونصف جيم. يعيش حاليا مع الكريستال جيمز في معبد قديم، ستيفن يحاول قدر الإمكان ليستعمل قواه بشكل صحيح حتى يكون نافعا للفريق.
ستيفن هو أيضا فتى لطيف ويثق بأي شخص حتى ولو كان عدوا للكريستال جيمز، كما كان الأمر مع لابيس لازولي وبيردوت.
كان ستيفن يقدر أمه روز كوارتز لأنها حسب روايات الجيمز وأبيه جيم طيبة وتؤمن بأن كل حياة تستحق أن تعيش بأمان، ولكن نظرته لأمه لن تدوم طويلا حين سيكتشف أنها محطمة الماسة الوردية قبل 5000 سنة.
الجيم الخاص بستيفن يتواجد على بطنه كوالدته، وسلاحه هو درع أمه.لكن فيما بعد ستبوح بيرل بسر غير كل شيء لا يعرفه أحد من الجيمز غيرها هي وروز هو أن روز كوارتز لم تحطم فعلا حجر بينك دايموند وأن الحقيقة هو أن روز كوارتز هي نفسها بينك دايموند حيث تحولت هذه الأخيرة فقط من أجل التواصل مع الأميثيست اللوات كن يخرجن من الأرض في تلك الفترة لأن بينك دايموند كانت مشرفة على كوكب الأرض من بين الدايموندز ولما رأت بينك دايموند (وهي على شكل روز طبعا) الأرض أعجبت بجمالها وأحبت الأرض لذلك عادت على شكلها الأصلي (بينك دايموند)وحاولت إقناع أختيها البو واليلو دايموند بأنها ستوقف الإستعمار على هذا الكوكب ولكن لم يحترمن رأيها كونها الدايموند الصغرى فقررت تقمص شخصية الجندية القاتلة روز كوارتز وأشيع بين الجيمز أن بينك دايموند تحطمت على يد روز كوارتز المتمردة وهكذا شكلت روز كوارتز فريق الكريستال جيمز بعد أن انضمت غارنت كاندماج غير مقبول به بالهوموورلد وكذلك بيرل التي ظلت وفية لسيدتها وكاتمة أسرارها الخطيرة وكذلك بيزموث التي صنعت الأسلحة الحربية من أجل جيش روز ولابس لازولي وعدة جيمز أخريات كانوا في صف روز كوارتز لكن لم ينجو من الحرب سوى روز نفسها وغارنت وبيرل بعد أن أرسل الدايموند الثلاثة (وايت ويلو وبلو داموند) شعاع مدمرا للجيمز لكن روز احتمت بدرع ضخم هي وبيرل وغارنت وهذا قبل أن تولد أميثيست وبعد هذه التضحيات اختفت روز تاركة حجرها عند ابنها ستيفن.

### غارنت
(صوت إستيل، سيلفانا فلفلة في النسخة العربية)غارنيت هي قائدة الكريستال جيمز بعد غياب روز كوارتز نظرا أنها الأكثر جدية بينهم.تمتلك غارنت قدرة معرفة المستقبل وسلاحيها هما قفازان وتمتلك قدرة نقل نظرتها للمستقبل لأي شخص عن طريق تقبيله.
بعدها اتضح أن غارنيت هي اندماج بين نوعين مختلفين من الجيمز روبي وسافاير جمع بينهما الحب المتبادل لتشكيل غانيت.

#### روبي وسافاير
روبي (صوت تشارلين يي، جيهان الملا - ألين سعادة في النسخة العربية)
هي أحد مشكلتي غارنيت، تتميز بشخصيتها الغاضبة الغير سهلة الإقناع ولا تسامح الأخرين بسهولة، ولكن رؤية سافير المستقبلية تهدأ من أعصابها قليلا كما أنها تحب هاته الأخيرة حبا جما ولا تستطيع البتعاد عنها ولو للحظة. روبي تستطيع أن تحرق الأشياء، سلاحها هو القفاز وجوهرتها على يدها اليسرى.
سافاير (صوت Erica Luttrell، رالين داغر - زينة ضاهر في النسخة العربية)هي جوهرة أرستوقراطية يحظى جنسها بالاحترام لقدرتها على رؤية المستقبل، لكنها فضلت التضحية بمقمها الكبير للبقاء مع روبي والاندماج معها إلى الأبد، كهاته الأخيرة، سافير تحب النظر إلى روبي ولا تستطيع النظر إلى شيء أخر غيرها. سافير تستطيع أن تجمد محيطها، لا سلاح لها وجوهرتها على يدها اليمنى.

### أميثيست
(صوت ميكيلا ديتز، رنا الرفاعي في النسخة العربية)
أمثيست هي أخر من انضم إلى كريستال جيمز، وهي من الكورتز. أمثيست هي شخصية متهورة، غير منظمة وتحب الأكل عكس بيرل تماما.
أمثيست تحب الاستهزاء، ولكنها تكره من يميها بالقزم (كجاسبر) أو بالناقصة (كبيردوت)، وذلك لصغر قامتها مقرنة بباقي جنود الكورتز. ثم صناعة أمثيست على الأرض منذ حولي 5000 سنة، سلاحها هو السوط وجوهرتها على صدرها.

### بيرل
(صوت ديدي ماغنو، ريم الصعيدي في النسخة العربية)وهي اللؤلؤة الوحيدة الموجودة في فريق الكريستال جيمز ولكن اللؤلؤ لايحظى بالاحترام في مجتمع الجيمز ورغم ذلك تلقت الاحترام الجيد في كوكب الأرض لأنها تظهر مدى روعة صنفها سلاحها الرمح وهي بيضاء الجوهرة وتكره الأكل عكس أميثيست وكذلك تحب أن يكون كل شيء مثاليا ومنظما مما يتطلب منها مقاومة أميثيست التي تحب الفوضى وكذلك بيرل هي الأقرب لروز كوارتز حيث أنها تعرف كل أسرارها وتعتني كثيرا بستيفن وتخاف عليه على أساس أنه لم يتمكن من قواه بعد.

### بيريدوت
(صوت شلبي رابارا، ندى الحاج في النسخة العربية)وهي جيم أخضر تستعمل قوى مغنطيسية لتقوم بمهامها وهي تصدم بما يوجد في الأرض من حرية فأرادت أن تعيد الأرض تحت سيطرة الجيمز وتجد الكريستال الجيمز.

## شخصيات متكررة

### غريغ يونيفرس
(صوت توم شاربلينغ، سعد حمدان في النسخة العربية)
هو أب ستيفن يونيفرس وزوج روز كوارتز

### كوني ماهيسواران
(صوت غريس روليك، ندى الحاج في النسخة العربية)، هي صديقة ستيفن وتستطيع ان تندمج معه لتكوين ستيفوني.

#### عائلة ماهيسواران
- بريانكا ماهيسواران (صوت Mary Elizabeth McGlynn، ميرنا الحسيني في حلقة مأزق في المستشفى في النسخة العربية)
- دوغ ماهيسوارات (صوت كريسبين فريمان، فادي الرفاعي في النسخة العربية (

### لارس
(صوت ماثيو موي، سعد حمدان في النسخة العربية)

### سيدي ميلر
(صوت كيت ميكوتشي، سيلفانا فلفلة في النسخة العربية)

## سكان بيتش سيتي

### عائلة بيتزا
- توأما البيتزا (جينيفر «جيني» وكيكي بيتزا) (كلاهما صوت ريغان غوميز-بريستون) (ندى الحاج في العربية)
- كوفي بيتزا (صوت Godfrey C. Danchimah، فادي الرفاعي)
- نانيفوا بيتزا (صوت توكس أولاغوندوي، رنا الرفاعي في النسخة العربية)

### عائلة سور كريم
- أونيون (صوت زاك كاليسون)
- سور كريم (صوت Brian Poseh، سعد حمدان في النسخة العربية)
- يلو تيل (صوت توم شاربلينغ، سعد حمدان في النسخة العربية)
- فيداليا (صوت جاكي بوسكارينو، ألين سعادة في النسخة العربية)

### عائلة فرايمان
- سيد فرايمان (صوت بيلي ميريت، فادي الرفاعي - جورج طويل - إبراهيم ماضي في النسخة العربية)
- بيدي فرايمان (صوت أتيكوس شافر، فادي الرفاعي - جورج طويل - إبراهيم ماضي - سيلفانا فلفلة في النسخة العربية)
- رونالدو فرايمان (صوت زاك ستيل، سعد حمدان في النسخة العربية)

### عائلة ديوي
- العمدة وليم «بيل» ديوي (صوت جويل هودسون، فادي الرفاعي في النسخة العربية)
- باك ديوي (صوت لامار أبراهام، ريتشارد ياني - فادي الرفاعي في النسخة العربية)

## سكان أخرون
- جيَمي (صوت يوجين كورديرو، فادي الرفاعي، ريتشارد ياني في النسخة العربية)
- سيد هارولد سمايلي (صوت سندباد، فادي الرفاعي في النسخة العربية)

## الكريستال جيمز

### روز غوارتز
(صوت سوزان إيغان، ندى الحاج في النسخة العربية) وهي ام ستيفن ماتت بعد ولادة ستيفن سلاحها هو الدرع والسيف.

### لابس لازولي
(صوت جينيفر باز، ندى الحاج في النسخة العربية)وهي جيم ازرق من الهومورلد ماتت في حرب للجيمز قبل أكثر من خمسة الاف سنة ووضعت في مراة سحرية اخرجها ستيفن من المراة والان هي من الكريستال جيمز.

### بيزموث
و هي جيم ملون شارك في حرب الجيمز قبل 5000 سنة وكانت ثالث عضو في الكريستال جيمز بعد بيرل وغارنيت وسلاحها هو يدها التي تتحول إلى أي شيء من ادوات قتال وطبخ ورياضة. وماتت قتلها ستيفن ووضعت في فقاعة في المعبد القديم. حجرها في صدرها.

## جيم هومورد

### جاسبر
(صوت كيمبرلي بروكس، سيلفانا فلفلة في النسخة العربية) شريرة من الهومورلد جيمز اندمجت مع لابيس لقتال الجيمز وفي حلقة القتال الكبير انفصلتا وماتت قتلتها سموكي كوارتز حجرها على انفها.

### سنت بيرل
و هي حجر اخضر له عين حجرها في عينها. لها عين واحدة.

## إندماج
- أوبال (صوت إيمي مان)

هي اندماج بين بيرل وأميثيست سلاحها القوس والسهم
- سوغيلايت (صوت نيكي ميناج، ندى الحاج في النسخة العربية)

هي اندماج بين غارنت وأميثيست سلاحها مطرقة نيزك وشخصيتها متهورة وطائشة وغاضبة هي تمثل القوة من الوجه العنيف لها خمس أعين وأربع أذرع ضخمة وتدمر كل شيء إلى أن يصير حطاما
- الكسندريت (صوت سيلفانا فلفلة)

هي اندماج بين بيرل وغارنت وأميثيست لها ست أذرع ويغطي أعينها نظارة ضخمة كما لأن لها شعر طويل جدا وقوة ثلاثية عظيمة أسلحتها ثلاثة وهي أسلحة كل من أوبال وسوغلايت وساردونيكس أي القوس والسهم وكذلك المطرقة النيزيكية واليدوية.
- ستيفوني (صوت أي جي ميتشالكا، ندى الحاج في النسخة العربية)

هي اندماج بين ستيفن وكوني
سلاحها سيف روز الذي أعطاه ستيفن لكوني والدرع الخاص بستيفن.
- مالاكيت

هي اندماج بين لابيس لازولي وجاسبر هي اندماج غير مستقر لأن لابس لازلي وجاسبر غير متفاهمتين وقد نتج اندماجهما عبر تحريض جاسبر للابس لازلي ضد الكريستال جيمز وتذكيرها بما فعلو بها من تعامل غير لائق.
- ساردونكس (صوت أليكسيا خاديم، ريم الصعيدي في النسخة العربية)

هي اندماج بين غارنت وبيرل
سلاحها مطرقة يدوية شخصيتها فيها نوع من الافتخار بالنفس فتصف نفسها بصفات شتى كالدقة، الكمال، القوة...
- سموكي كوارتز

هي اندماج بين ستيفن واميثيست سلاحها هو اليويو وقتلت جاسبر وافسدت حجرها.*رينبوي كوارتز
وهي اندماج بين بيرل وروز كوارتز.

## شخصيات أخرى متعلقة بجيمز
- أسد (صوت دي برادلي بيكر)